# Кавита Кришнамурти
Кави́та Кришнаму́рти Субраманья́м (англ. Kavita Krishnamurthy Subramaniam, там.  கவிதா கிருஷ்ணமுர்த்தி சுப்ரமணியம் , урождённая Шара́да Кришнаму́рти, англ. Sharada Krishnamurthy; род. 25 января 1958, Нью-Дели, Индия) — известная индийская закадровая исполнительница. Четырёхкратный лауреат Filmfare Award, а также нескольких других музыкальных наград. В 2005 году награждена правительственной наградой Падма Шри.

## Биография
Кавита Кришнамурти родилась 25 января 1958 году в городе Нью-Дели в тамильской семье ортодоксальных индуистов из касты Айер (брахманов-последователей философии Вишишта-адвайта). Настоящее имя — Шарада Кришнамурти. Её отец был сотрудником Министерства развития человеческих ресурсов.
С детства обучалась индийской классической музыке — сначала у своей тёти, миссис Бхаттачария, которая обучала её Рабиндра Сангит — песням, написанным и составленным Рабиндранатом Тагором, основанным главным образом на индийской классической музыке и народной музыке Бенгалии. Потом училась у классического певца Балрама Пури.
В возрасте 8 лет завоевала свою первую золотую медаль на музыкальном конкурсе. Впоследствии завоевала множество медалей на аналогичных конкурсах. В 1971 году, в возрасте 13 лет, записала свою первую песню на стихи Рабиндраната Тагора на бенгальском языке на музыку композитора Хеманта Кумара вместе с легендарной Латой Мангешкар.
В возрасте 14 лет приехала в Бомбей со своей тётей. Окончила колледж Святого Ксавьера, имеет степень доктора экономики. Одновременно с этим искала возможности стать профессиональной певицей.
Ещё студенткой была представлена композитору Хеманту Кумару, по приглашению которого стала выступать в его концертах. На одном из таких концертов Кавиту Кришнамурти заметил Манна Дей и предложил ей петь рекламные джинглы.
В 1976 году, благодаря содействию своей тёти и её близкой подруги Джаи Чакраварти (матери актрисы Хемы Малини), познакомилась с композитором Лаксмикантом, который предоставил ей шанс исполнять песни для кинофильмов.
Кавита Кришнамурти исполняла большое количество песен, основанных на классической музыке. В течение своей карьеры сотрудничала с различными композиторами, включая Р. Д. Бурмана и А. Р. Рахмана. Также выступает в различных музыкальных реалити-шоу в качестве певицы и в качестве судьи, выступает с концертами в Индии и за её пределами.
В марте 2013 года Кавита Кришнамурти выпустила своё собственное приложения, которое доступно для бесплатной загрузки в Apple, App Store и Google Play.

## Творчество
Композитор Лаксмикант Кудалкар (один из двух композиторов творческого тандема Лаксмикат-Пьярелал) предоставил Кавите Кришнамурти две альтернативы: сразу начать работу в качестве дубляжа исполнителя или более позднее — в качестве певицы. Кавита выбрала второе.
В сотрудничестве с тандемом композиторов выпустила несколько хитов. В 1980 году исполнила свою первую песню «Kaahe Ko Byaahi» для фильма «Женись на мне, любимый», в которой продемонстрировала свои вокальные возможности. К сожалению, песня была исключена из окончательного монтажа фильма. В 1985 году широкую популярность получила песня в исполнении Кавиты Кришнамурти «Tumse Milkar Na Jaane Kyon» из фильма «Любовь не игрушка» («Любовь не сломить»), принесшая певице в 1986 году её первую номинацию на премию Filmfare Award за лучший женский закадровый вокал.
В 1987 году переломным моментом в карьере Кавиты Кришнамурти стал успех фильма «Мистер Индия», в котором певица исполнила за актрису Шридеви ставшие популярными песни «Miss Hawa Hawaii» и «Karte Hain Hum Pyaar Mr. India Se» (в дуэте с Кишором Кумаром).
В 1990-х — начале 2000-х годов Кавита Кришнамурти стала известна как одна из ведущих певиц закадрового исполнения индийского кино. Широкую известность получили спетые ею песни для таких фильмов, как «Сага о любви» («1942: A Love Story»), «Любовь всерьёз», «Мир музыки», «Девдас» (принесшие певице 4 премии Filmfare Award), а также «Навеки твоя», «Всё в жизни бывает», «И в печали, и в радости», «Любовь с первого взгляда», «Огонь-свидетель». Широкую известность получили также такие песни в исполнении Кавиты Кришнамурти, как, например, «I Love My India» («Моя любимая Индия» из фильма «Обманутые надежды»), «Maar Daala» («Моё счастье убивает меня» из фильма «Девдас»), «Yeh Dil Sun Raha Hain Tere Dil Ki Zubaan» («Это сердце слышит голос сердца твоего» из фильма «Мир музыки»).
Кавита Кришнамурти сотрудничала с такими композиторами, как Рахул Дев Бурман, Ану Малик, Баппи Лахири, А. Р. Рахман, Исмаил Дарбар, тандемами композиторов Ананд и Милинд, Надим Саифи и Шраван Ратод (чаще упоминающихся как Надим и Шраван), Джатин и Лалит.
Помимо соло, Кавита Кришнамурти исполняла и записала дуэты с такими певцами, как Кишор Кумар, Суредж Вадкар, Мохаммед Азиз, Кумар Сану, Абхиджит Бхаттачария, Удит Нараян, Сону Нигам, и др. Среди женщин-исполнителей у Кавиты Кришнамурти были дуэты в основном с Алкой Ягник, Анурадхой Паудвал, Садханой Саргам, Пурнимой и Шреей Гхошал.
После замужества в 1999 году Кавита Кришнамурти сократила свою работу в качестве закадровой певицы и начала расширять спектр своей творческой деятельности. Была главной солисткой в альбоме Global Fusion, распространенном Warner Bros, представляющем музыкантов пяти континентов. Начала активно изучать фьюжн, путешествовать по всему миру, в том числе в США, Великобритании, Европе, Африке, Австралии, Южной Америке, на Дальнем и Ближнем Востоке. Выступала во многих концертных залах мира, включая Альберт-холл (Лондон), Центр исполнительских искусств имени Джона Кеннеди (Вашингтон), Мэдисон-сквер-гарден, Линкольн-центр (Нью-Йорк), Forbidden City Concert Hall (Пекин), а также в Сингапуре и Куала-Лумпуре.
Пела с оркестрами в качестве солистки, сотрудничала с западными музыкантами направлений джаз и поп-музыки. Одолжила свой голос для многих газелей и музыкальных альбомов. В качестве певицы даёт концерты классической музыки по всей Индии и за её пределами.

## Семья
11 ноября 1999 года в Бангалоре Кавита Кришнамурти вышла замуж за известного музыканта — доктора Лакшминараяна Субраманиама. Детей у пары нет.
У Субраманьяма есть трое детей от предыдущего брака:
- Бинду Субраманиам — старшая дочь, певица и автор песен.
- Нараян Субраманьям (англ. Dr. Narayana Subramaniam) — средний сын, врач.
- Амби Субраманьям — младший сын, скрипач.

В 2007 году в Бангалоре Кавита Кришнамурти и её муж открыли музыкальный институт под названием «Академия исполнительских искусств Субраманьям».

## Награды

### Гражданские
- 2005 — Падма Шри

### Filmfare Award
| Год  | Песня                                 | Фильм                                 | Композитор                                                   | Автор слов        |
| ---- | ------------------------------------- | ------------------------------------- | ------------------------------------------------------------ | ----------------- |
| 1995 | «Pyar Hua Chupke Se»                  | «Сага о любви» («1942: A Love Story») | Рахул Дев Бурман                                             | Джавед Ахтар      |
| 1996 | «Mera Piya Ghar Aaya»                 | «Любовь всерьёз»                      | Ану Малик (автор оригинальной версии — Нусрат Фатех Али Хан) | …                 |
| 1997 | «Aaj Main Upar»                       | «Мир музыки»                          | Джатин и Лалит                                               | Маджру Султанпури |
| 2003 | «Dola Re» (совместно со Шреей Гхошал) | «Девдас»                              | Исмаил Дарбар                                                | Нусрат Бадр       |

### Другие
Star Screen Awards
- 1997 — Лучший женский закадровый вокал — за песню «Aaj Main Upar» в фильме «Мир музыки»
- 2000 — Лучший женский закадровый вокал — за песню «Hum Dil De Chuke Sanam» в фильме «Навеки твоя»

Zee Cine Awards
- 2003 — Лучший женский закадровый вокал — за песню «Dola Re» в фильме «Девдас» (совместно со Шреей Гхошал)
- 2000 — Лучший женский закадровый вокал — за песню «Nimbooda» в фильме «Навеки твоя»

IIFA Awards
- 2003 — Лучший женский закадровый вокал — за песню «Dola Re» в фильме «Девдас» (совместно со Шреей Гхошал)

Other Awards
- Yesudas Award (2008) by Swaralaya, for exceptional contribution to Indian music.
- Kishore Kumar Journalists' / Critics' Award in Calcutta (2002)
- Bollywood Award, held in New York (2000)
- Shri Ravindra Jain Sangeet Samman (2012)

## Фильмография
- Gour Hari Darshan (2015) — «Babul Mora», «Vaishnava Janato»
- Bazaar E Husn (2014) — «Pyaar Ki Duniya», «Aabru Laaj Saram»
- The Light Swami Vivekananda (2013) — «Kaise Kahu Maan», «Parbhu Ji More Aaugan»
- Aaja Mere Mehboob (2013) — «Hilori Hilori Uthe», «Sawan Ke Jhoole Sajan»
- Baashha (2012) — «Chahra Hain Tera Sunder», «Chahre Pe Dhup»
- Рок-звезда[англ.] (2011) — «Tum Ko»
- Любимая / Mehbooba (2008) — «Kuch Kar Lo»
- Герои (2008) — «Mannata», «Mannata-Lover’s Paradise»
- Yaar Meri Zindagi (2008) — «Raat mein akele mein»
- «Солдат»[англ.] (2006) — «Mayeraa» (телугу)
- Тадж-Махал: Великая история любви (2005) — «Ishq Ki Daastan»
- Восстание: Баллада о Мангале Пандее (2005) — «Main Vari Vari»
- Chand Bujh Gaya (2005) — «Raheta Nahin Hai Chand Kabhi Chandni Se Dur»
- Это жизнь / Yehi Hai Zindagi (2005) — «Pairon Ko Pankh Lagakei»
- Ты не одинок (2003) — «En Panchhiyon»
- Вернуть сына[англ.] (2002) — «Hum Tum Mile (Female)», «Aye Chand Dil Ke»
- Мне нужна только любовь (2002) — «Chayya Hai Jo Dil», «O Sahiba O Sahiba»
- Живи для меня (2002) — «Tu Hai Sola»
- Девдас (2002) — «Maar Daala», «Kaahe Chhed Mohe», «Hamesha Tumko Chaha», «Dola Re Dola»
- Mero Hajur (2002) — «Ahkeima»
- И в печали, и в радости (2001) — «Bole Chudiyan», «Vande Mataram»
- Daddy (2001) — «Mandara Buggallo», «Patta Pakkintikodipettani» (телугу)
- Лидер / Nayak: The Real Hero (2001) — «Sooki Sooki Roti»
- Зубейда (Роковая любовь) (2001) — «Dheeme Dheeme», «Main Albeli»
- Убийца поневоле / Badal (2000) — «Na Milo Kahin Pyaar», «Allah Allah», «Medley Song»
- Призыв[англ.](2000) — «Kay Sera… Sera», «Sunta Hai Mera Khuda»
- Патриот (Злой умысел)[англ.] (1999) — «Yeh Jawani Had Kar De»
- Нас не разлучить (1999) — «Chhote Chhote Bhaiyon Ke», «Hum Saath Saath Hain», «Maiyya Yashoda», «Mhare Hiwda», «Sunoji Dulhan»
- Ритмы любви (Музыка сердца)[англ.] (1999) — «Ishq Bina»
- Навеки твоя (1999) — «Hum Dil De Chuke Sanam», «Aankhon Ki Gustakhiyaan», «Nimbuda Nimbuda»
- Жена номер один (1999) — «Aan Milo Ya Milne Se»
- Мятежная душа (1999) — «Kali Nagin Ke Jaisi»
- Kadhalar Dinam (1999) — «Dhandiya Aatamum Poda»
- Mudhalvan (1999) — «Uppu Karuvadu»
- Женись по любви / Pardesi Babu (1998) — «Kya Hai Pyaar Bataao Haa», «Pada Jeena Tere Bin Meri Jaan»
- Обитель любви / Prem Aggan (1998) — «Hum Tumse Mohabbat Karte Hain»
- Всё в жизни бывает (1998) — «Koi Mil Gaya», «Saajanji Ghar Aaye»
- Напарники[англ.] (1998) — «Deta Jai Jo Jore»
- Любовь с первого взгляда (1998) — «Satrangi Re»
- Двойник (1998) — «Ladna Jhagadna», «Ek Shararat Hone Ko Hai»
- Шипы любви (1998) — «Tum To Pardesi Ho»
- Do Hazaar Ek (1998) — «Yehi To Pyar Hai», «Tu Qatil Tera Dil Qatil»
- Обманутые надежды (1997) — «I Love My India»
- Невеста на двоих / Betaabi (1997) — «Don’t Take Panga»
- Обрученные / Ghoonghat (1997) — «Tu Hi Mera Shiva»
- Любовь без слов (1997) — «Sanso Ki Mala Pe»
- Скрытая истина[англ.] (1997) — «Yeh Pyaar Kya Hai»
- Беспечные близнецы (1997) — «Tera Aana Tera Jana», «Mere Dil Mein Samana», «Duniya Mein Aye Ho To Love Karlo»
- Музыка / Saaz (1997) — «Kya Tumane Ye Kah Diya»
- Зов земли[англ.] (1997) — «Dhol Bajne Laga»
- Огонь-свидетель[англ.] (1996) — «O Yaara Dil Lagana», «O Piya O Piya», «Tu Meri Gulfam Hai», «Wada Karo Dil»
- Любовь всерьёз[англ.] (1996) — «Mera Piya Ghar Aaya», «Jaane Woh Kaisa Chor Tha», «Loye Loye», «Noorani Chehrewale», «Rabi Re Rali», «Mohabbat Ki Nazrein Karam»
- Индийский наследник английской семьи (1996) — «Na Tere Bina»
- Страстная любовь (1996) — «Nahin Jeena Yaar Bina»
- Мир музыки (1996) — «Yeh Dil Sun Raha Hain Tere Dil Ki Zubaan», «Aaj Main Upar», «Gaate Thay Pehle Akele», «Mausam Ke Sargam Ko Sun»
- Танцор рока / Rock Dancer (1995) — «Lounda Badnaam Hua»
- Весельчак (1995) — «Pyaar Yeh Jaane Kaisa Hai»
- Три брата (1995) — «E-Ri-Sakhi»
- Pyar Ka Rog (1994) — «Dil Pe Hai Tera Naam»
- Шакал[англ.] (1994) — «Main Cheez Badi Hoon Mast», «Tu Cheez Badi Hai Mast Mast»
- Сага о любви (1942: История любви[англ.]) (1993) — «Rim Jhim, Rim Jhim», «Pyar Hua Chupke Se»
- Жизнь под страхом (1993) — «Meri Maa Ne Laga Diye»
- Parwane (1993) — «Jee Chahata Hai Tujhey Kiss Karun», «Jis Baatse Darte Thhe Woh Baat Ho Gai»
- Карающий / Aadmi (1993) — «Dil Tere Naam Se Dhadakta Hai», «Yeh Kya Hua Hai Mujko», «Khuda Jaaney»
- Решение (1992) — «Chhutti Kar Di Meri», «Dekho Dekho Tum», «Kisi Haseen Yaar Ki Talash Hai», «Nayee Surahi Taza Paani», «Sun Mere Sajna»
- Медовый месяц / Honeymoon (1992) — «Main Aurat Tu Aadmi»
- Пой, Радха, пой[англ.] (1992) — «Hawa Sard Hai»
- Ghazab Tamasha (1992) — «Deewana Deewana», «Ladki Gali Ki», «Chunri Pyar Ki Udi», «Pee Ke Shiv Shankar Ka Pyala»
- Бог свидетель[англ.] (1992) — «Main Tujhe Kabool», «Rab Ko Yaad Karoon», «Main Aisi Cheez Nahin»
- Deshwasi (1991) — «Tere Liya Main Banna Hoon», «Mere Liye Hai Banni Tu», «Ambuva Pe Koyal Boli Hai», «Aaj Holi Hai»
- Добрые друзья[англ.] (1991) — «Jumma Chumma De De»
- Вопреки всему / Khilaaf (1991) — «Hum Jitni Baar Jiyenge», «Hum Jitni Baar Marenge»
- Торговец / Saudagar (1991) — «Saudagar Sauda Kar»
- Qurbani Jatt Di (1990) — «Tenhu Chor Chor Chor Kahan Ke Kuch Aur»
- Плутовка[англ.] (1989) — «Naam Mera Premkali», «Tera Bemar Mera Dil», «Na Jaane Kahan Se Aayi Hain», «Gadbad Ho Gayee», «Bhoot Raja»
- Мистер Индия (1987) — «Miss Hawa Hawaii», «Karte Hain Hum Pyaar Mr. India Se», «Zindagi Ki Yahin»
- Родной ребёнок (1987) — «Jeevan Jyot Jale», «Ek Maa Ka Dil», «Ton Ton Ton», «To Phir Ho Jaye»
- Волшебный бриллиант (1986) — «Balma Tum Balma Ho Mere Khali Naam Ke»
- Богини / Mazloom (1986) — «Kal Ho Na Ho Jahan Me Yeh Chand Yeh Sitarey»
- Имя / Naam (1986) — «Tere Dil Ki Tu Jaane»
- Любовь не сломить[англ.][1] (1985) — «Tumse Milkar Na Jaane Kyon»
- Любовники / Lovers (1983) — «Aaa Mulaqaton Ka Mausam Aa Gaya»
- Jeevan Dhaara (1982) — «Jaldi Se Aa Mere Pardesi Babul»
- Ladies Tailor (1981)
- Chann Pardesee (1980)
- Женись на мне, любимый (1980) — «Kaahe Ko Byaahi»